# Brian Mulroney
Pour les articles homonymes, voir Mulroney (homonymie).
Brian Mulroney, né le 20 mars 1939 à Baie-Comeau (Québec) et mort le 29 février 2024 à Palm Beach (Floride), est un avocat, dirigeant d'entreprise et homme d'État canadien. Il est le 18e premier ministre du Canada, en fonction du 17 septembre 1984 au 25 juin 1993.
Anglo-Québécois d'ascendance irlandaise, il commence sa carrière d'avocat en 1964 après avoir reçu son diplôme en droit de l'Université Laval. Il est nommé chef du Parti progressiste-conservateur du Canada en juin 1983 avant d'être élu député à la Chambre des communes du Canada deux mois plus tard dans une élection partielle. Il mène le parti à des victoires consécutives aux élections fédérales de 1984 et de 1988 avec des majorités absolues de sièges.
Au cours de ses mandats comme premier ministre, il introduit plusieurs réformes économiques majeures, dont la privatisation de 23 des 61 sociétés de la Couronne dont Air Canada et Petro-Canada et le remplacement de la taxe sur les ventes manufacturières avec la taxe sur les produits et services (TPS). Par ailleurs, il introduit l'Accord de libre-échange canado-américain et négocie son successeur l'ALÉNA. Il tente d'obtenir l'adhésion politique du Québec à la Loi constitutionnelle de 1982 avec l'Accord du lac Meech en 1987 et l'Accord de Charlottetown en 1992, mais ces deux tentatives échouent et contribuent respectivement aux montées en puissance du Bloc québécois et du Parti réformiste du Canada. Vers la fin de son second mandat, sa popularité chute en raison de l'impopularité de la TPS ainsi que la récession du début des années 1990 et l'échec de l'Accord de Charlottetown lors du référendum du lundi 26 octobre 1992. Il démissionne de la chefferie du PPCC et ne se représente pas à titre de député lors des élections fédérales de 1993.

## Biographie

### Débuts
Martin Brian Mulroney est le fils de Benedict (Ben) Mulroney et d'Irene O'Shea. Son père, d'origine irlandaise, était électricien dans une papeterie. Il grandit à Baie-Comeau, puis fait ses études secondaires dans un pensionnat catholique à Chatham, au Nouveau-Brunswick, géré par l'Université St. Thomas. De 1955 à 1959, il étudie à l'Université Saint-Francis-Xavier, à Antigonish, en Nouvelle-Écosse, où il obtient un baccalauréat ès arts avec spécialisation en sciences politiques. Lors de sa première année d'études à cet endroit, à 16 ans, il adhère au Parti progressiste-conservateur, recruté par Lowell Murray, alors membre du club du parti sur le campus. Mulroney participe activement aux activités du parti. En 1956, il est secrétaire du club du campus. En décembre 1956, il est délégué au congrès à la direction du parti à Ottawa et il s'y active en faveur de l'élection de John Diefenbaker. En 1957, il devient vice-président de la fédération jeunesse du parti.
En 1959, il entreprend des études de droit à l'Université Dalhousie, à Halifax, qu'il quitte l'année suivante pour l'Université Laval, à Québec, où il obtient une licence en droit en 1964. Il fait son stage chez Louis Dorion, père de Catherine Dorion et frère du géographe Henri Dorion, l'année même de l'arrivée de l'espion du KGB Hugh Hambleton dans l'enseignement à l'Université Laval. En 1964, il se joint à la firme d'avocats montréalaise Howard, Cate, Ogilvy et al. et s'installe à Montréal. Le 26 mai 1973, il épouse Mila Pivnicki, fille d'immigrants yougoslaves (serbes de Bosnie). Les Mulroney ont quatre enfants : Nicolas, Mark, Ben et Caroline.
Il siège à la Commission d'enquête sur les ports du Saint-Laurent, présidée par Laurent Picard. En 1974, il est l'un des trois commissaires de la Commission d'enquête sur l'exercice de la liberté syndicale dans l'industrie de la construction, créée par le gouvernement de Robert Bourassa et présidée par Robert Cliche, ce qui contribue à le faire connaître du public.
Il milite toujours activement au Parti progressiste-conservateur. En 1976, il se lance dans la course à la direction de ce parti, mais est vaincu par Joe Clark. À la suite de cette défaite, Mulroney accepta le poste de vice-président exécutif de la compagnie Iron Ore du Canada, une filiale de trois aciéries majeures américaines. En 1977, il est nommé président de la compagnie.

### Chef de l'opposition officielle

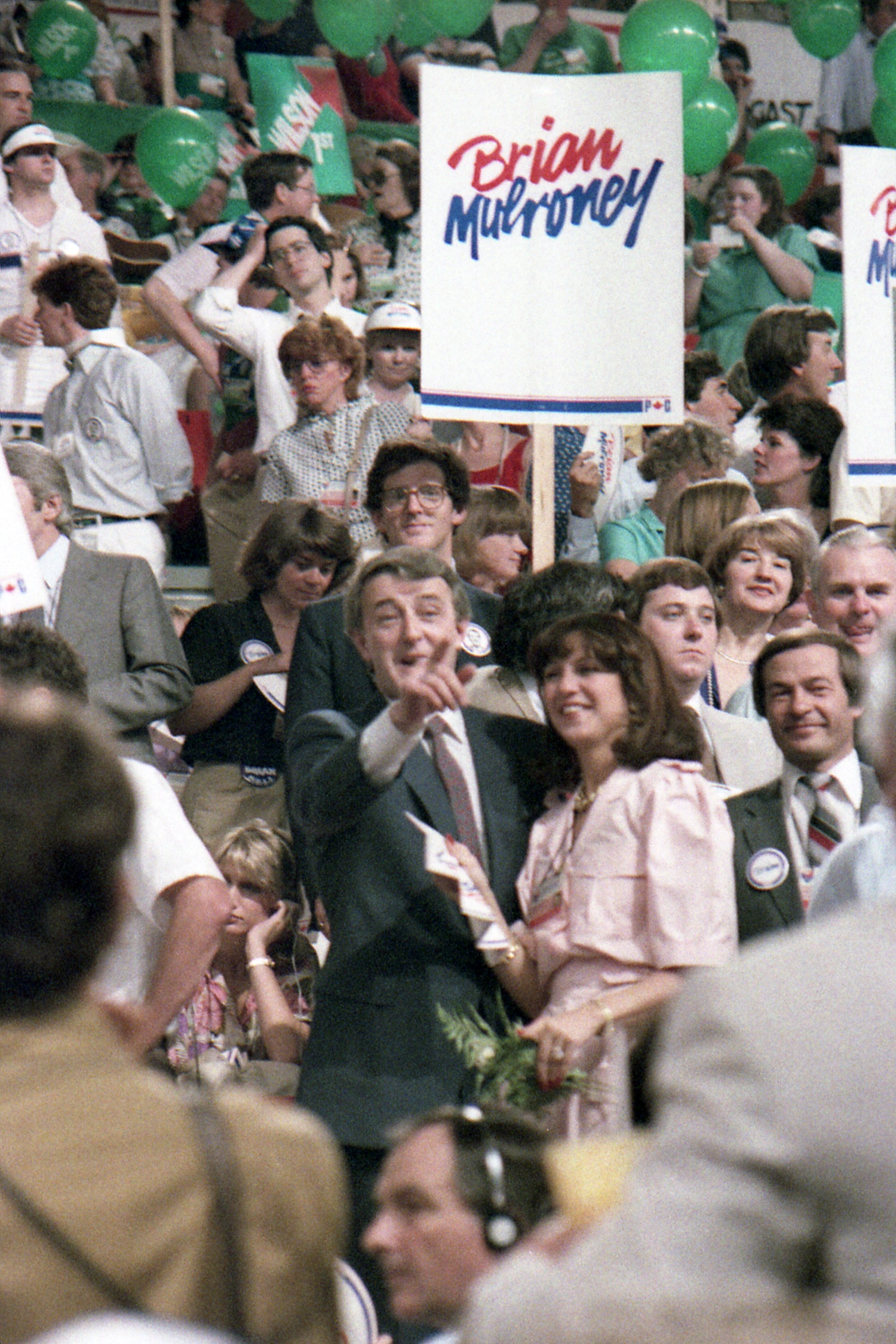
Brian Mulroney au congrès de direction du parti progressiste conservateur du 11 juin 1983.

En 1983, le leadership de Clark commence à être remis en question. Lorsque Clark reçoit l'appui de moins de 67 % des délégués au congrès du parti, il démissionne comme chef du parti. Brian Mulroney se porte de nouveau candidat et fait campagne plus astucieusement qu'en 1976. Il est élu chef du parti le 11 juin 1983, défaisant Clark au quatrième tour. Il attira des appuis de plusieurs factions différentes du parti, particulièrement parmi les délégués du Québec, sa province natale. Après avoir remporté une élection partielle dans la circonscription néo-écossaise de Central Nova, Mulroney fait son entrée comme député à la Chambre des communes du Canada le 26 août 1983.
Lorsque le premier ministre Pierre Trudeau prend sa retraite en juin 1984, le Parti libéral du Canada choisit John Turner comme nouveau chef. Turner déclenche des élections générales pour le 4 septembre. Mulroney marqua des points durant le débat télévisé lorsqu'il attaqua Turner, avec sa phrase « You had an option, sir », pour les désignations de patronage qu'il avait faites pour Trudeau. Ironiquement, Turner avait prévu d'attaquer Mulroney pour la machine de patronage que ce dernier avait planifiée en vue de la victoire, mais Mulroney réussit à braquer l'attention sur les nominations de Turner. On peut penser que ce fut un point important de la campagne électorale.
Lors de l'élection générale de 1984, les progressistes-conservateurs remportent la plus forte majorité parlementaire dans l'histoire du Canada, gagnant 211 sièges sur 282. De plus, ils étaient en avance dans toutes les provinces, émergeant ainsi comme un parti pancanadien pour la première fois depuis l'élection de 1958.

### Premier ministre

#### Politique intérieure

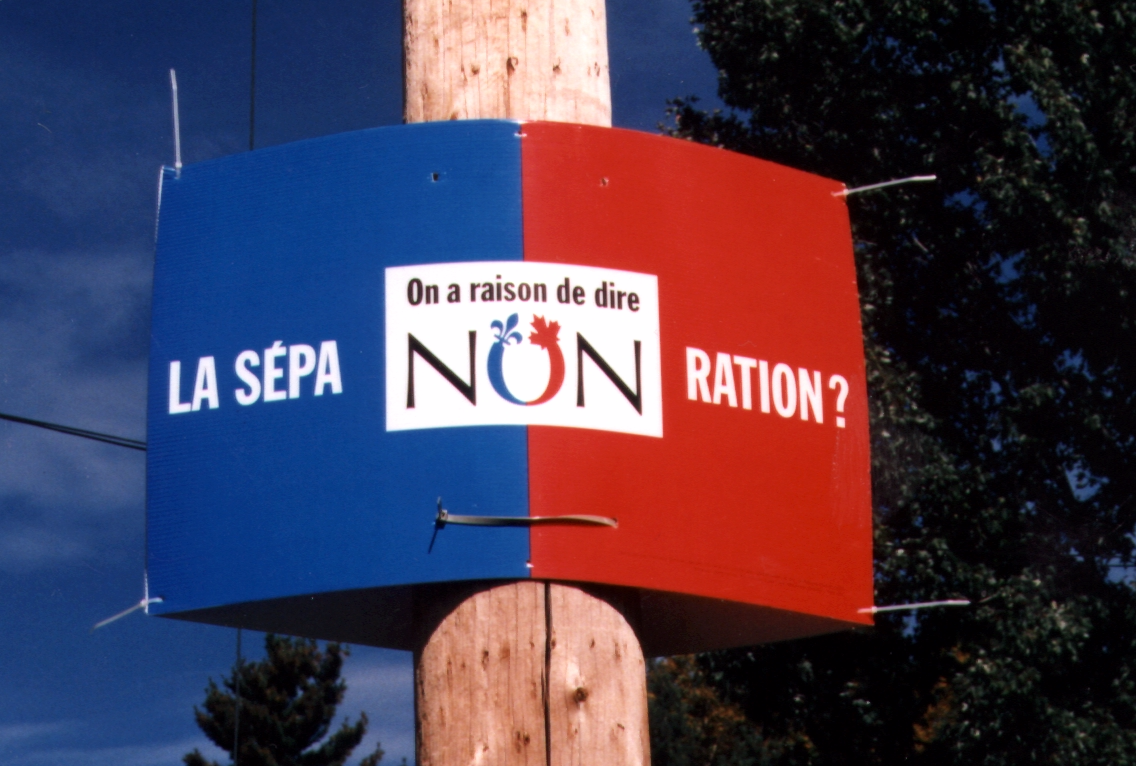
Les échecs de l'Accord du lac Meech et de l'Accord de Charlottetown font partie des origines du référendum de 1995 sur la séparation du Québec.

Une des tâches majeures auxquelles s'est attaqué le gouvernement Mulroney fut une tentative de résoudre l'épineuse question constitutionnelle léguée par l'ancien premier ministre Trudeau. Mulroney voulait inclure le Québec dans une nouvelle entente avec le reste du Canada. Le Québec était la seule province à ne pas avoir signé la nouvelle Constitution canadienne négociée par Pierre Trudeau lors de l'Accord constitutionnel du 5 novembre 1981. De plus, bon nombre de Québécois croyaient depuis des années qu'ils méritaient un certain statut particulier par rapport au reste du Canada en raison de leur culture distincte, de leur langue, de leur tradition civiliste et de leurs institutions, et le mouvement indépendantiste qui s'était grandement développé durant les années 1960 et 1970 n'était plus un mouvement : il représentait maintenant l'option favorisée par presque la majorité des Québécois francophones. En 1987, Mulroney négocia l'Accord du lac Meech, une série d'amendements constitutionnels visant à satisfaire les exigences québécoises pour leur reconnaissance en tant que société distincte à l'intérieur du Canada, avec les premiers ministres provinciaux. Toutefois, bon nombre de Canadiens anglophones s'opposaient à l'accord, et il ne fut pas ratifié par les gouvernements provinciaux du Manitoba et de Terre-Neuve à temps pour l'échéance du 22 juin 1990. Cet échec contribua à une remontée du mouvement souverainiste au Québec, et mena à une nouvelle ronde de négociations à Charlottetown, à l'Île-du-Prince-Édouard, en août 1992. Ces négociations accouchèrent de l'Accord de Charlottetown, qui apportait d'importants changements à la Constitution du Canada, incluant la reconnaissance du Québec comme société distincte au sein du Canada. Toutefois, l'accord fut défait dans un référendum le 26 octobre 1992. Les échecs de Meech et de Charlottetown sont considérés par plusieurs comme faisant partie des origines plus ou moins directes de la popularité du référendum sur la séparation du Québec de 1995 puisqu’aucun accord n'avait eu lieu et que le Québec, entre autres, était une province qui attendait une nouvelle Constitution depuis les années 1980,,.
Tout au long de son mandat, Mulroney tenta de couper dans le déficit budgétaire qui atteignait les dizaines de milliards de dollars. Toutefois, il ne réussit jamais à l'éliminer, et la dette nationale augmenta de façon significative durant ses années au pouvoir. Ses tentatives de couper dans les dépenses de l'État limitaient sa capacité de respecter bien des promesses électorales.
La récession mondiale au début des années 1990 contribua à aggraver la situation financière du gouvernement. Son incapacité à améliorer les finances du gouvernement, ainsi que son usage d'augmentations d'impôts et de taxes pour remédier à la situation contribuèrent à lui aliéner une grande partie de sa base d'appuis parmi les conservateurs de l'Ouest canadien.
Mulroney tenta de se réconcilier avec les provinces de l'ouest, qui avaient été cruciales à son succès électoral. Il annula le Programme énergétique national et inclut une forte représentation de l'ouest dans son cabinet. Toutefois, il n'y réussit pas complètement, même sans tenir compte de ses politiques économiques et constitutionnelles.
Une autre priorité du gouvernement Mulroney était la privatisation des nombreuses sociétés d'État canadiennes. En 1984, le gouvernement canadien détenait 61 sociétés d'État différentes. Il en vendit 23 dans les 10 années suivantes. Certaines étaient très grandes, comme Air Canada, la Compagnie des chemins de fer nationaux du Canada et Petro-Canada.
Air Canada avait été complètement privatisée en 1989, quoique la Loi sur la participation publique au capital d'Air Canada continua de soumettre la compagnie aérienne à certaines exigences. Par exemple, la compagnie doit garder son siège social à Montréal, la participation d'intérêts étrangers est limitée, et il doit continuer de fournir ses services en anglais et en français. Au même moment, les réglementations aériennes furent libéralisées, permettant, entre autres, un plus grand accès au marché américain.
En 1990, le gouvernement annonça ses plans pour la privatisation de Petro-Canada. Le projet de loi sur la privatisation passa, et le 3 juillet 1991, les premières actions furent vendues au public. Certaines règles continuaient de s'appliquer à la compagnie : aucun autre actionnaire ne pouvait contrôler plus de 10 % de la compagnie, et le pourcentage de la compagnie pouvant être détenu par des intérêts étrangers était limité à 25 %. Durant la décennie qui suivit, le gouvernement vendit progressivement sa propre part de la compagnie ; les dernières actions furent vendues en 2004 sous Paul Martin.

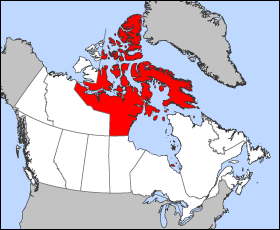
Le gouvernement Mulroney est à l'origine de la création du Nunavut au Canada.

La privatisation finale du Canadien National ne fut complétée qu'en 1995, lorsque le gouvernement de Jean Chrétien vota le dernier projet de loi. Le gouvernement Mulroney tint un référendum dans les Territoires du Nord-Ouest sur la question de la création d'un nouveau territoire appelé Nunavut, formé de la portion orientale des Territoires du Nord-Ouest. Le Nunavut donne une certaine autonomie au peuple Inuit, majoritaire dans ce territoire. La population des Territoires du Nord-Ouest vota Oui, et le Nunavut fut créé en 1999.
Le gouvernement conservateur proposa la création d'une taxe nationale sur les ventes, la taxe sur les produits et services, en 1989. Quand elle fut introduite en 1991, elle remplaçait la taxe sur les ventes manufacturières qui auparavant était appliquée au niveau du gros sur tous les produits fabriqués au Canada. Bien que le gouvernement insista que ce n'était pas une augmentation de taxes, mais seulement un déplacement de celles-ci, la nature hautement visible de la taxe fut extrêmement impopulaire.
En 1990, Mulroney nomma un ancien ministre de son cabinet, Ray Hnatyshyn, au poste de gouverneur général.
Le déclin des populations de morue au Canada atlantique mena le gouvernement Mulroney à imposer un moratoire sur la pêche de la morue, mettant fin à une grande partie de l'industrie de la pêche terre-neuvienne, ce qui créa des temps très difficiles pour l'économie de la région. Le gouvernement instaura plusieurs programmes dans le but de diminuer ces effets néfastes, mais perdit énormément de popularité dans les provinces maritimes.
De confession catholique, Brian Mulroney a exprimé son parti pris en faveur du mouvement prochoix en ce qui concerne l'avortement.
Son rapport à l'argent a conduit à des polémiques. Pendant son mandat, on reproche à Mulroney son goût pour les chaussures Gucci. La controverse éclate lorsque le gouvernement canadien propose de racheter aux Mulroney à la fin de leur mandat les meubles et les articles de décoration qu’ils ont apportés au 24, promenade Sussex, pour 150 000 $. Même après l’assermentation de sa successeure, Kim Campbell, Brian Mulroney continuera quelque temps de résider au 24, promenade Sussex parce que les rénovations de son futur domicile montréalais n'étaient pas terminées. Des rénovations qui auraient étaient payées comptant, selon la journaliste Stevie Cameron dans son livre On the Take, publié en 1994. L’ouvrage relatant ce qu’elle appelle la « corruption » et la « cupidité » pendant les années Mulroney deviendra un livre à succès.
Il se retira du pouvoir avec la plus mauvaise cote de popularité jamais enregistrée au Canada à cause de son bilan économique.

#### Politique étrangère

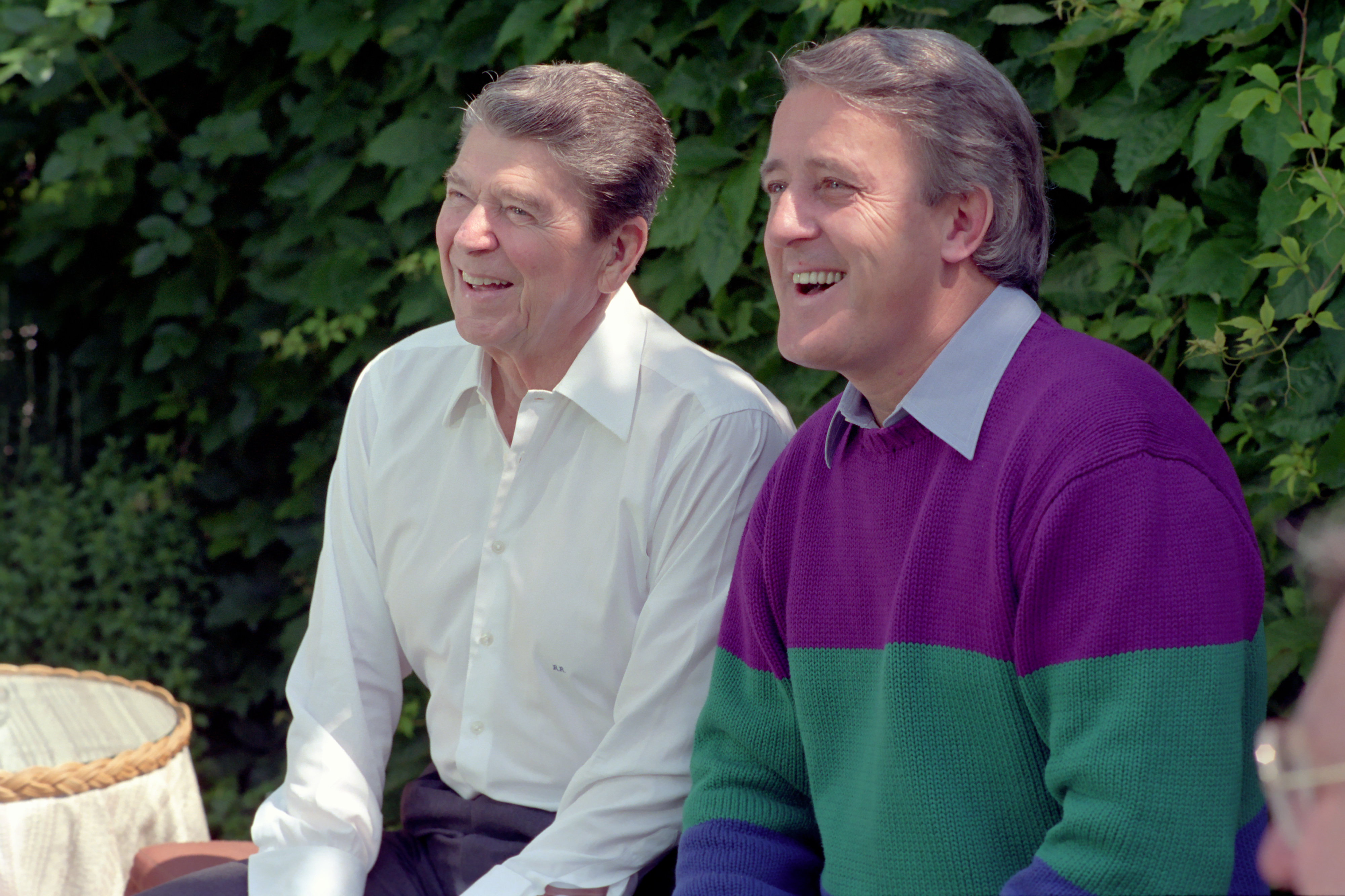
Ronald Reagan et Brian Mulroney en juin 1987 lors du sommet du G7 à l'hôtel Cipriani.

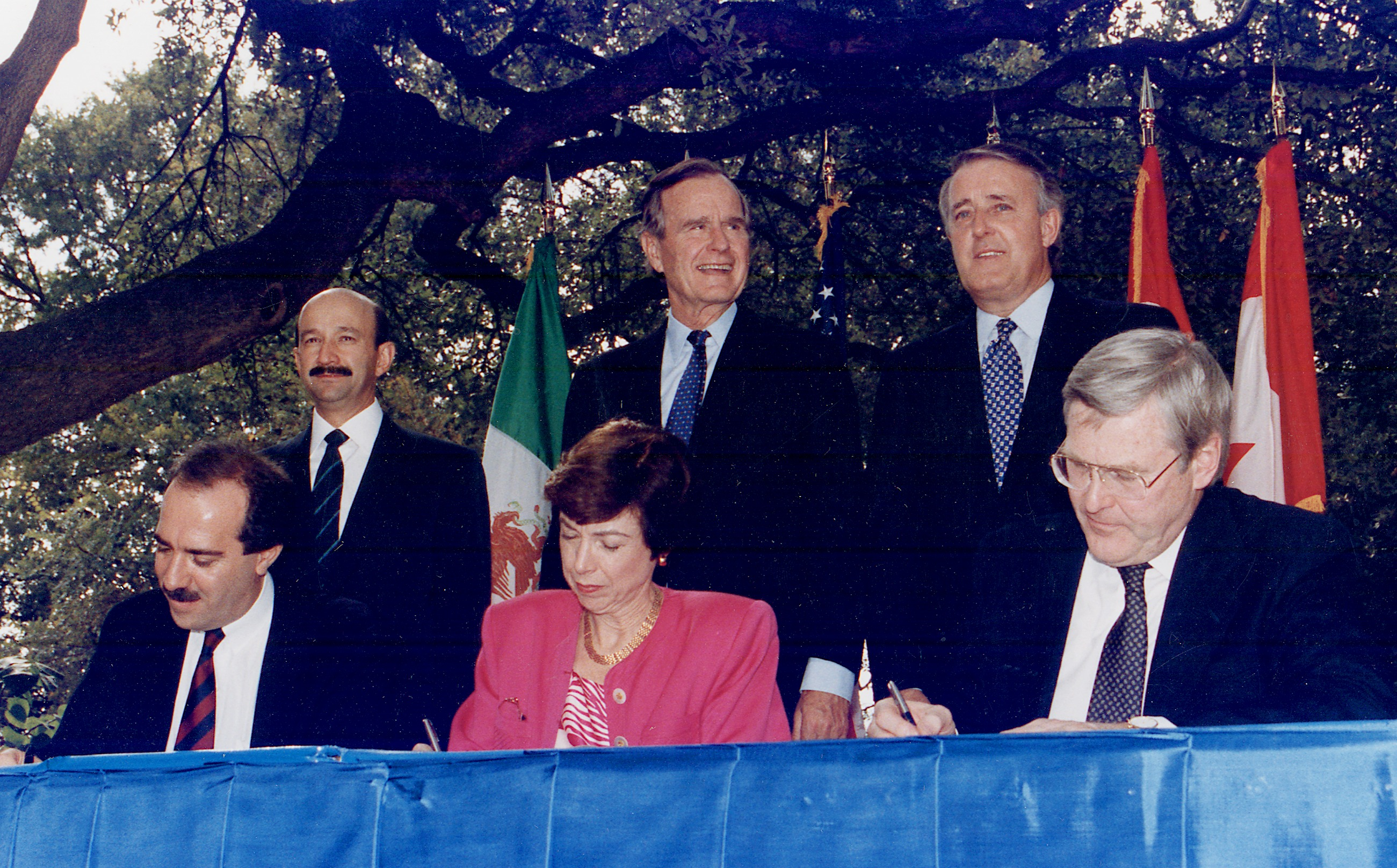
Le président Carlos Salinas du Mexique et George H.W. Bush des États-Unis participent en compagnie de Brian Mulroney à la signature de l'accord de libre-échange nord-américain à San Antonio, Texas, le 9 octobre 1992.

Durant son mandat de premier ministre, la relation étroite qu'entretenait Brian Mulroney avec le président des États-Unis Ronald Reagan lui fut d'une aide immense pour mener à bien la ratification d'un accord de libre-échange avec les États-Unis, selon lequel tous les tarifs douaniers entre les deux pays seraient éliminés pour 1998. Certains critiques notèrent que Mulroney avait déclaré son opposition au libre-échange durant la course à la direction du parti de 1983. L'accord fut très controversé, et fut l'enjeu principal de l'élection de 1988, au cours duquel le parti de Mulroney fut réélu avec une deuxième forte majorité parlementaire (avec, toutefois, seulement 43 % du suffrage populaire). Cette libéralisation des échanges commerciaux prit de l'expansion en 1992 avec l'Accord de libre-échange nord-américain (ALÉNA), signé par le Canada, les États-Unis et le Mexique.
Le gouvernement Mulroney s'opposa activement au régime de l'apartheid en Afrique du Sud. Cette politique de Mulroney le mit en conflit avec les gouvernements américain et britannique, mais lui assura un grand respect ailleurs.
Mulroney appuya la coalition durant la guerre du golfe de 1991, envoyant des avions canadiens pour y participer. En août, il envoya deux destroyers, le HMCS Terra Nova et le HMCS Athabaskan pour imposer l'embargo contre l'Irak. Le navire de ravitaillement HMCS Protecteur fut aussi envoyé pour aider les forces de la coalition. Lorsque l'ONU autorisa pleinement l'usage de la force dans l'opération, le Canada envoya une escadrille de CF-18 avec du personnel de support. Le Canada envoya également un navire-hôpital pour soigner les victimes sur le terrain.
Lorsque la guerre débuta, les avions canadiens furent intégrés aux forces de la coalition et fournirent une couverture aérienne, ainsi qu'un pouvoir d'attaquer des cibles au sol. Ce fut la première fois depuis la Guerre de Corée que les forces canadiennes participèrent à des opérations de combat.
Une autre initiative majeure fut la signature d'un accord sur les pluies acides avec les États-Unis.
Sous le gouvernement Mulroney, le ministre des Affaires extérieures, Joe Clark, fut le premier ministre des Affaires étrangères à atterrir en Éthiopie, auparavant isolée, pour mener la réponse occidentale à la famine éthiopienne de 1984 - 1985. Clark se rendit à Addis-Abeba si rapidement qu'il n'avait même pas vu le reportage de la CBC qui avait causé la forte réaction publique initiale ; la réponse canadienne fut énorme et amena les États-Unis et la Grande-Bretagne à suivre le pas presque immédiatement — une situation sans précédent à l'époque, étant donné que l'Éthiopie avait auparavant été un État unitaire marxiste et avait été complètement isolée par les gouvernements occidentaux.
Le gouvernement adopta une politique fortement opposée à l'intervention au Nicaragua sous Reagan, et accepta des réfugiés en provenance du Salvador et du Guatemala, ainsi que d'autres pays avec des régimes directement soutenus par l'administration Reagan.

#### Retraite
Même si Mulroney avait réussi à conserver sa majorité parlementaire en 1988, le ressentiment très répandu du public causé par la TPS, la scission de sa coalition politique, la récession économique et son échec à résoudre la situation constitutionnelle du Québec furent autant de facteurs qui expliquent le déclin marqué de sa popularité. Il annonça sa démission des postes de chef du Parti progressiste-conservateur et premier ministre du Canada en février 1993, et fut remplacé par Kim Campbell en juin de cette même année. Mulroney fut fortement critiqué pendant ses derniers jours en poste pour avoir entrepris une luxueuse « tournée d'adieu », principalement aux frais des contribuables. Mulroney demeura en poste presque jusqu'à la fin du mandat maximal de cinq ans permis par la Constitution du Canada, signifiant que son successeur devait faire face à une élection générale en quelques mois seulement. Ceci accorda peu de temps à Campbell pour tenter de sauver la réputation en lambeaux des progressistes-conservateurs. À la suite de sa démission de son poste de premier ministre, il conserva son siège de député de Charlevoix jusqu'aux élections générales d'octobre 1993.
Le mécontentement du public envers le gouvernement Mulroney fut manifesté en 1993 par les électeurs dans un verdict autant dévastateur qu'incontestable : le plus ancien parti politique au Canada fut réduit à seulement deux sièges, la pire défaite électorale dans l'histoire du Canada. Les progressistes-conservateurs continuèrent d'exister faiblement pendant quelques années avec une poignée de membres, retrouvant leur statut de parti officiel, mais fusionnant ultimement avec l'Alliance canadienne pour former le nouveau Parti conservateur du Canada.

### Après la politique
Depuis son départ de la politique, Mulroney a eu une carrière très lucrative en tant qu'avocat chez Ogilvy Renault et consultant d'affaires internationales. Ses expériences en tant que premier ministre, comme ses tentatives de réconciliation entre les provinces de l'Ouest et le Québec ainsi que sa relation étroite avec l'ancien président américain George H. W. Bush, lui ont bien servi.
En janvier 2004, Mulroney livra un discours programme à Washington DC, à l'occasion du dixième anniversaire de l'Accord de libre-échange nord-américain.

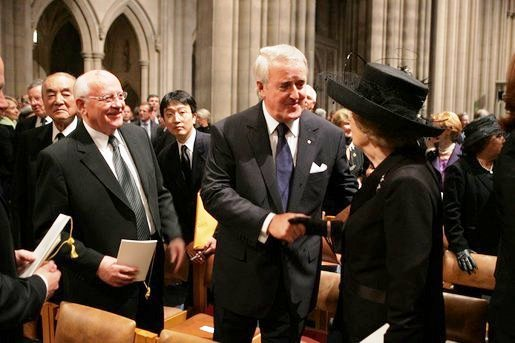
Mikhail Gorbatchev, Brian Mulroney et Margaret Thatcher, le 11 juin 2004 en la cathédrale de Washington lors des funérailles de Ronald Reagan.

En juin 2004, il présenta un éloge funèbre pour l'ancien président américain Ronald Reagan à l'occasion des funérailles d'État de ce dernier. Mulroney et l'ancienne première ministre Margaret Thatcher furent les premiers dignitaires étrangers à prononcer des éloges funèbres pour les funérailles d'un président américain (Thatcher, quoiqu'elle fût présente pour les cérémonies, ne put livrer son discours elle-même à cause de problèmes de santé ; son éloge fut livré par enregistrement.).
En février 2005, on diagnostiqua sur lui une lésion à un poumon. Dans sa jeunesse, il avait été un très grand fumeur. Il subit une chirurgie réussie et se rétablit suffisamment pour enregistrer un discours pour les 2 900 délégués au congrès inaugural du nouveau Parti conservateur du Canada à Montréal, en mars 2005, bien qu'il ne fût pas en état d'y assister en personne. Bien qu'on affirmât initialement que sa chirurgie s'était déroulée sans complications, il souffrit plus tard d'une pancréatite et fut hospitalisé pour plusieurs semaines. Ce n'est que le 19 avril que son fils, Ben Mulroney, annonça qu'il était en voie de rétablissement et qu'il quitterait bientôt l'hôpital.
Mulroney joua un rôle mineur lorsque Belinda Stronach, députée conservatrice de la circonscription de Newmarket—Aurora, fit défection vers le Parti libéral du Canada et fut immédiatement nommée ministre des Ressources humaines. Stronach prétendait que Mulroney l'avait appuyée dans sa démarche. Toutefois, la sénatrice Marjory LeBreton, parlant au nom de Mulroney, indiqua que Mulroney avait refusé initialement de prendre les appels de Stronach. Quand il consentit finalement à lui parler, l'ancien premier ministre exprima sa gratitude pour l'amitié de Stronach, mais condamna sa défection sans appel.
Le 12 septembre 2005, l'écrivain célèbre et ancien confident de Mulroney, Peter C. Newman, publia The Secret Mulroney Tapes: Unguarded Confessions of a Prime Minister. Basé majoritairement sur des conversations avec l'ancien premier ministre qu'il avait enregistrées avec le consentement de ce dernier, le livre déclencha une controverse. Newman avait décidé de publier les enregistrements suivant le refus de Mulroney de respecter un accord antérieur avec Newman, selon lequel ce dernier écrirait un grand volume sur ses années au pouvoir, ce qui mena à un refroidissement des relations entre les deux hommes ; Mulroney avait projeté d'écrire lui-même son autobiographie, sans l'aide de Newman. Mulroney lui-même a déclaré qu'il avait fait preuve de mauvais jugement en s'exprimant si ouvertement devant le journaliste, mais il dit qu'il devra désormais vivre avec.
Mulroney répliqua à un dîner de presse le 22 octobre 2005 avec un discours minimaliste, quoiqu’efficace. L'ancien premier ministre apparut sur un enregistrement et remercia très formellement les divers dignitaires et groupes d'invités avant de livrer le discours le plus court de la soirée : « Peter Newman : va te faire foutre. Merci. Bonne nuit. »
Brian Mulroney siège au conseil d'administration de plusieurs entreprises, dont Barrick Gold et Québecor.

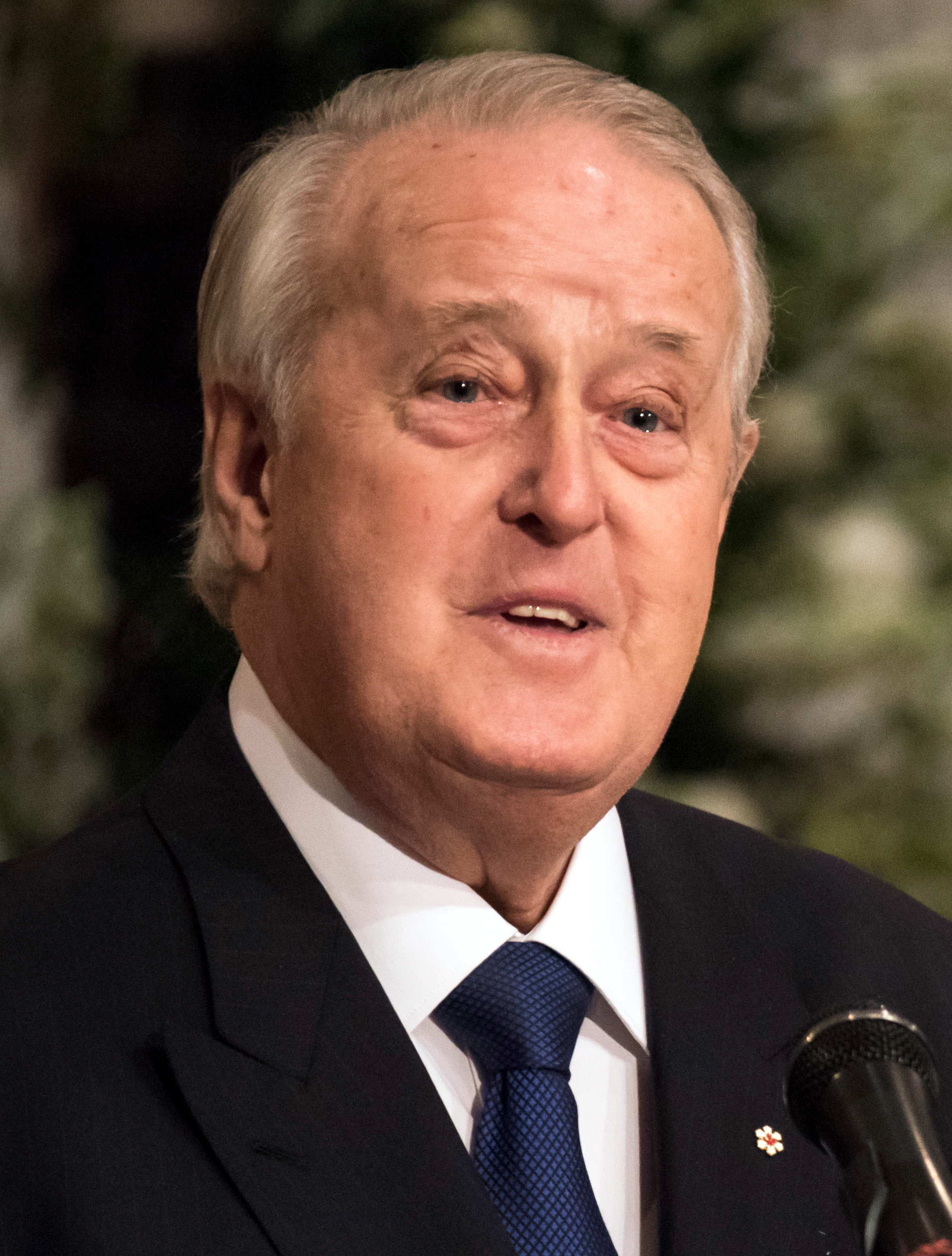
Mulroney en 2018, lors des funérailles de George H. W. Bush.

En 2017, il est intervenu à la demande de Justin Trudeau auprès de Donald Trump, dont il était proche, pour renégocier l’ALÉNA. Le président américain menaçait alors d’abroger l’accord.

### Mort
Brian Mulroney est mort le 29 février 2024 à Palm Beach aux États-Unis. Il était âgé de 84 ans. Sa dépouille est exposée en chapelle ardente à Ottawa ainsi qu'à Montréal avant des funérailles d'État le 23 mars 2024 à Montréal.

## Institut Mulroney de l’Université Saint-Francis-Xavier

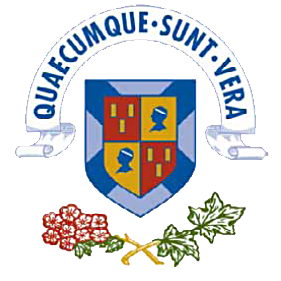
Brian Mulroney a créé un institut à l'Université Saint-Francis-Xavier

Brian Mulroney a participé à la création d'un institut d'études politiques à l’Université Saint-Francis-Xavier, en Nouvelle-Écosse, université où il a fait ses études ,.

## Carrefour international Brian-Mulroney de l'Université Laval
Brian Mulroney a participé à la campagne de financement pour la création d'un futur pavillon sur le campus de l’Université Laval. Le pavillon signature du Carrefour international Brian-Mulroney accueillera principalement l’École supérieure d’études internationales (ÉSÉI). Le mandat sera de pouvoir former la prochaine génération de diplomates et d’agents du service extérieur. Il contribuera à accroitre la place du Québec et de la francophonie canadienne sur la scène internationale.

## Affaire Mulroney-Schreiber
En 1997, Mulroney régla à l'amiable un procès pour diffamation qu'il avait intenté au gouvernement du Canada, originellement pour 50 millions $. Il contestait les allégations qu'il avait accepté des pots-de-vin dans « l'affaire Airbus » concernant des contrats du gouvernement. Mulroney fut remboursé pour 2 millions $ en frais d'avocat. Le gouvernement déclara que les allégations ne pouvaient être confirmées.
William Kaplan, historien et ancien professeur de droit, parle de sommes versées à Mulroney par l'homme d'affaires canado-allemand Karlheinz Schreiber, président de la filiale canadienne de l'allemande Thyssen, dans son livre A Secret Trial, publié en 2004 par la presse universitaire de McGill-Queens. Schreiber aurait versé 100 000 $ à Brian Mulroney en argent liquide peu de temps après que ce dernier eut démissionné du poste de premier ministre, et 200 000 $ de plus au cours des deux années suivantes. Schreiber lui-même toucha pour plusieurs millions de dollars en commissions reliées à la vente des jets Airbus à Air Canada, ce qui déclencha un des plus gros scandales dans l'histoire politique allemande. il a été extradé en Allemagne le 2 août 2009, où il subit un procès. En mai 2010, il a été condamné à huit ans de prison en Allemagne pour évasion fiscale. Il prétend qu'il pourrait déclencher un immense scandale politique au Canada s'il devait un jour révéler ce qu'il sait.
Le 21 novembre 2007, Luc Lavoie, le porte-parole de Mulroney, indique dans le journal Ottawa Citizen que ce dernier a effectivement accepté plusieurs centaines de milliers de $ en argent liquide alors qu'il demeurait député de Charlevoix. Selon Lavoie, Brian Mulroney, qui reconnait cette erreur qu'il qualifie lui-même de colossale en privée, aurait accepté cet argent parce qu'il avait une famille à faire vivre et qu'il n'était pas un homme riche, pourtant «ce même père de famille a acheté une superbe maison dans Westmount-en-haut-de-la-montagne de 1,6 million à la même époque» et, toujours en 1993, il est devenu associé principal au sein du cabinet d'avocats Ogilvy Renault. Aucune question relative à ces paiements n'ayant été posé à M. Mulroney par les policiers lors de leur enquête, il n'aurait rien révélé à ce sujet à ce moment,.
Les sommes perçues par Mulroney ont été de 300 000 $ selon le lobbyiste, tandis que l'homme politique reconnait avoir touché 225 000 $. Ce dernier était encore député lors du premier versement. L’argent a été placé dans des coffrets de sécurité à son domicile et aux États-Unis et n’a été déclaré à l'administration fiscale que six ans plus tard.
Quels services Mulroney aurait-il rendus à Schreiber pour mériter l'argent? Mulroney prétend que c'était pour des introductions pour la compagnie de pâtes de Schreiber. L'argent reçu en billets de banque, plutôt que d'être placé en fiducie, est laissé dans des coffrets de sûreté. Trois ans après le début de son mandat, il rompt sa relation d'affaires avec Schreiber mais ne lui fait aucun rapport d'activités. Quant aux dépenses engagées pour aller présenter à plusieurs chefs de gouvernement étranger le projet de la firme Thyssen, il ne les déduit pas de la portion des revenus en honoraires professionnels qu'il déclare au fisc en 1999.
Le 11 janvier 2008, le premier ministre Stephen Harper annonce la mise en place d'une commission d'enquête.
Les raisons pour lesquelles Brian Mulroney a perçu cet argent n'ont jamais été élucidées. Il ne remboursera par ailleurs pas les 2,1 millions de dollars reçus en dédommagement de l’État canadien en 1997, contre lequel il avait à l'époque intenté un procès en diffamation.

## Paradise Papers
En novembre 2017, son nom est cité dans les révélations des Paradise Papers,.

## Hommages

### Titres
- 1998 - Compagnon de l'Ordre du Canada (C.C.)[26]

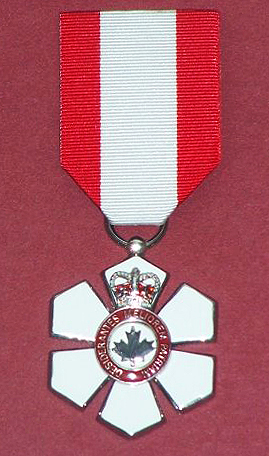
Brian Mulroney est Compagnon de l'Ordre du Canada.

- 2002 - Grand officier de l'Ordre national du Québec (G.O.Q.)[26]
- 2002 - Médaille Gloire de l'Escolle[27]
- 2007 - Docteur honoris causa de l'Université Laval[28]
- 2016 - Ordre national de la Légion d'honneur[29]

### Statue
Un buste le représentant est inauguré en 2019 à Baie-Comeau, sa ville natale.

### Distinctions

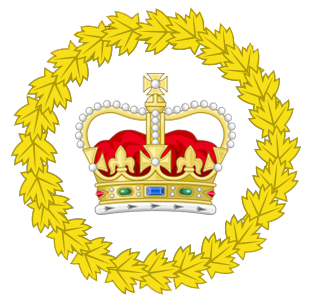
Brian Mulroney est membre du Conseil privé de la Reine pour le Canada.

- Membre du Conseil privé de la Reine pour le Canada (1984)[31]

## Legs
Mulroney plaide que ses politiques sur l'économie et le libre-échange, autrefois jugées radicales, ne furent jamais renversées par les gouvernements qui lui ont succédé. Mulroney considère ceci comme la preuve qu'elles étaient justifiées.
Deux de ses décisions les plus controversées étaient l'accord de libre-échange canado-américain en 1989 et l'introduction de la taxe sur les produits et services. Bien que les tories furent réélus en 1988 à la suite d'une campagne axée sur le libre-échange (principalement grâce aux appuis du Québec et de l'Ouest canadien), ils ne récoltèrent que 43 % du vote populaire, comparé à 56 % qui allèrent au Parti libéral du Canada et au Nouveau Parti démocratique qui firent campagne contre le libre-échange. (Le libre-échange ne fut pas le seul enjeu de la campagne ; les sondages de l'époque montraient que la majorité des Canadiens appuyaient le libre-échange.)
Plusieurs environnementalistes, activistes sociaux, nationalistes, chefs syndicaux et membres des communautés culturelles continuent de se plaindre des injustices alléguées auxquelles le Canada fait face à cause du libre-échange. Le libre-échange n'est pas un sujet mort, mais a été relégué au plan secondaire derrière d'autres enjeux comme les soins de santé, le protocole de Kyoto, le registre des armes à feu, les soins aux enfants, les impôts, le déséquilibre fiscal et l'Accord atlantique Canada — Terre-Neuve-et-Labrador.
La nature provocatrice de la taxe sur les produits et services fut très impopulaire. La TPS fut créée pour deux raisons : aider à éliminer le déficit grandissant, et remplacer la taxe sur les ventes manufacturières, une taxe cachée qui, selon Mulroney, blessait l'économie.
L'impopularité intense de Mulroney à l'époque de sa démission mena plusieurs politiciens conservateurs à se distancer de lui pendant plusieurs années. Mulroney commença à se positionner, à la fin des années 1990, comme un elder statesman, mais cette perception n'est pas partagée universellement. L'ancien premier ministre libéral ontarien David Peterson, qui se tint aux côtés de Mulroney tout au long des débats sur l'Accord du lac Meech, a déclaré qu'il ne ferait jamais confiance à l'ancien premier ministre. « Il est un menteur pathologique, dit Peterson. En toute justice, je ne crois pas qu'il sache qu'il ment ... on ne peut rien prendre de ce qu'il dit pour de l'argent. Son talon d'Achille essentiel, ce sont les balivernes qu'il raconte. » (He is a pathological liar. In fairness, I don't believe he knows he's lying ... you couldn't take anything he said at face value. His essential Achilles heel is his baloney.) Bien des Canadiens le voient encore comme un élément de division.
Les conservateurs sociaux reprochaient aussi bien des choses à Mulroney. Entre autres, ils lui reprochent son opposition à la peine capitale, à l'interdiction de l'avortement, ses augmentations d'impôts et son inaction pour restreindre l'expansion des tendances étatistes du gouvernement, ainsi que son patronage politique. À cause de ses positions sur ces questions, Mulroney était aux yeux des conservateurs un Red Tory (bien que la plupart des red tories ne soient pas en accord avec ce point de vue) ; pour la plus grande partie de sa carrière, il fut assez modéré pour être éligible à la grandeur du Canada. Les chefs des partis réformistes et alliancistes sont plus souvent associés au Blue Tories sur les questions sociales et fiscales, ce qui solidifia leurs appuis en Alberta et dans l'Ouest, mais jusqu'à ce jour les a empêchés de faire des gains significatifs en Ontario, au Québec et dans les provinces maritimes (jadis des forteresses conservatrices).
La vision négative de l'héritage Mulroney commença lorsqu'il fut remplacé en tant que premier ministre et chef des progressistes-conservateurs par la ministre de la défense, Kim Campbell. Elle essuya une défaite électorale spectaculaire aux élections de 1993. Beaucoup rejetaient le blâme sur Mulroney, pas seulement à cause de ses politiques impopulaires, mais aussi parce qu'il est resté en poste presque jusqu'à la limite de son mandat, démissionnant à la dernière minute en 1993 quand une élection devrait être déclenchée dans les plus brefs délais, laissant peu de temps à Campbell pour consolider le parti. La droite politique canadienne s'était fragmentée durant les années Mulroney. Plusieurs vétérans du cabinet et du caucus renoncèrent à se présenter à nouveau aux élections. Les conservateurs de l'Ouest quittèrent le Parti progressiste-conservateur pour se joindre au nouveau Parti réformiste, et les tories québécois quittèrent pour rejoindre le Bloc québécois et le Parti libéral du Canada. Cette fragmentation contribua à la défaite du Parti progressiste-conservateur, faisant de lui un acteur marginal à la Chambre des communes. La droite canadienne ne fut réunifiée qu'en décembre 2003, lors de la fusion des progressistes-conservateurs avec l'Alliance canadienne (successeur du Parti réformiste) pour former le Parti conservateur du Canada.
Mulroney joua un rôle influent en appuyant la fusion ; à l'époque, les anciens leaders progressistes-conservateurs comme Joe Clark et Kim Campbell y étaient soit opposés, soit ambivalents.
Mulroney a aussi été attaqué pour sa relation avec les États-Unis par Jean Chrétien, qui entretenait pourtant des relations étroites avec Bill Clinton. Chrétien critiquait Mulroney pour ses relations amicales avec Ronald Reagan et George H. W. Bush. Il est membre du groupe Bilderberg. 

## Résultats électoraux

### Chambre des communes
| Élection           | Circonscription | Parti | Parti                     | Voix   | %    | Résultats |
| ------------------ | --------------- | ----- | ------------------------- | ------ | ---- | --------- |
| Partielles de 1983 | Nova-Centre     |       | Progressiste-conservateur | 18 882 | 60,2 | Élu       |
| Fédérales de 1984  | Manicouagan     |       | Progressiste-conservateur | 28 208 | 71,6 | Élu       |
| Fédérales de 1988  | Charlevoix      |       | Progressiste-conservateur | 33 730 | 80,0 | Élu       |

## Publication
- Mémoires, Les Éditions de l'Homme, Montréal, 2007, 1 339 pages  (ISBN 978-2-7619-2430-6).

## Archives
Il y a un fonds d'archives Brian Mulroney à Bibliothèque et Archives Canada.